# رام کهامهنگ

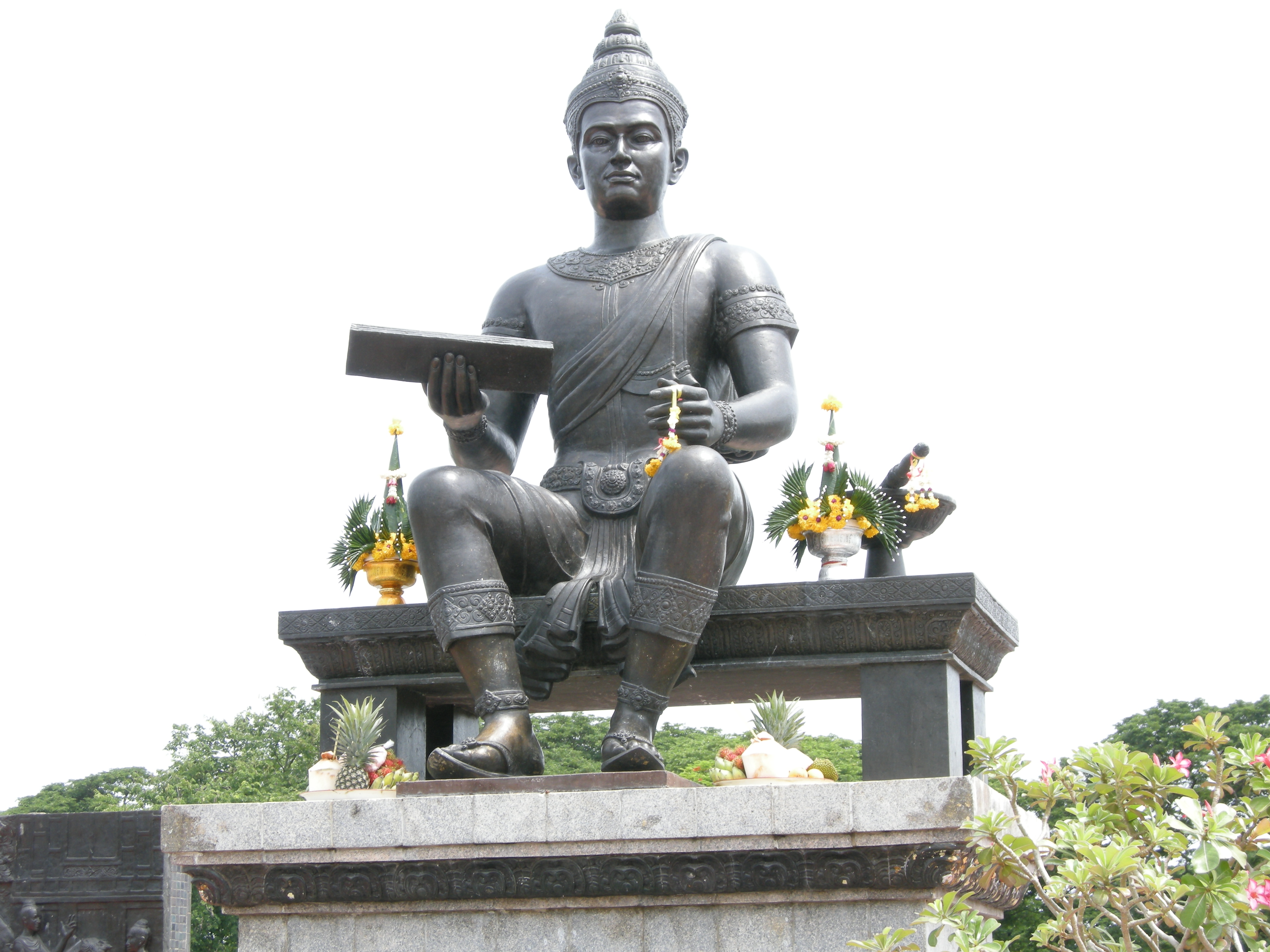
تندیس رامکهامهنگ در پارک تاریخی سوکهوتای در استان سوکهوتای تایلند

رام کامهنگ یا رام کهاهنگ (به تایلندی: พ่อขุนรามคำแหงมหาราช; Pho Khun Ramkhamhaeng) (زادهٔ ۱۲۳۷/۱۲۴۷میلادی- مرگ ۱۲۹۸ میلادی) سومین پادشاه از دودمان پهرا روانگ بود که از ۱۲۷۸ میلادی تا زمان مرگش بر پادشاهی سوکهوتای -که پیشگام تایلند کنونی‌است- فرمان می‌راند.
اختراع خط تایی را مربوط به زمان پادشاهی او می‌دانند. او توانست با سلسله یوآن (امپراتوری مغول در چین) پیمان اتحاد بندد. 